# Sprachgemeinschaft
Die Sprachgemeinschaft wird nicht einheitlich definiert. Dem Duden zufolge wird sie von der „Gesamtheit aller muttersprachlichen Sprecher einer Sprache“ gebildet. In der allgemeinen Linguistik wird eine Gruppe als Sprachgemeinschaft bezeichnet, die in sozialem Kontakt steht und eine bestimmte gemeinsame Sprache verwendet. Dabei kann unter Umständen auch schon innerhalb einer kleinen sozialen Gruppe eine individuelle Sprache (Soziolekt) gefunden, weiterentwickelt und gepflegt und dadurch eine Sprachgemeinschaft konstituiert werden. Ebenso können innerhalb eines gegebenenfalls auch nur kleinen Gebietes unterschiedliche Sprachgemeinschaften (beispielsweise Sprecher verschiedener Dialekte) koexistieren, deren gemeinsame Sprache die jeweilige Standardsprache oder eine gemeinsame Verkehrssprache ist.
Voraussetzung für die Verständigung innerhalb einer Sprachgemeinschaft ist die gemeinsam verwendete Struktur eines lebendigen Sprachsystems und ein Sprachgebrauch, dessen Bedeutung allen Sprechern bekannt ist.
Beispiele für internationale Sprachgemeinschaften sind die Frankophonie der Französisch-Sprecher und die Lusophonie der Sprecher des Portugiesischen. Mitunter werden auch die politischen Gemeinschaften Belgiens als Sprachgemeinschaften bezeichnet. Diese sind Gliedstaaten des belgischen Föderalstaats. Im Sprachgesetz des dreisprachigen Schweizer Kantons Graubünden werden Deutschschweizer, Italoschweizer und Rätoromanen als Sprachgemeinschaften bezeichnet.